# Simon Scarrow
Simon Scarrow (* 3. října 1962) je autor anglicky psaných historických románů, který se narodil v Nigérii a nyní žije v Norfolku.
Získal magisterský titul na University of East Anglia, potom začal učit na East Norfolk Sixth Form College a City College Norwich.
Známým se stal díky sérii Eagle (Orel), řadě románů odehrávajících se na území římské říše v době druhé vojenské invaze do Británie a pozdější kampaně za Julsko-claudiovské dynastie.
Napsal také sérii nazvanou Revolution (Revoluce) o osudech Wellingtonových a Napoleonových, jejíž první titul, Young Bloods, vyšel v roce 2006. Druhý díl, The Generals, byl vydán o rok později a třetí díl, Fire and Sword, v lednu 2009. Čtvrtá a poslední kniha série je z června 2010 a nese název The Fields of Death. Nová série Gladiator (Gladiátor) začala vycházet v roce 2011.

## Knihy

### Orel
Knižní série Orel se točí kolem dvou hlavních protagonistů, Quintus Licinius Cato a Lucius Cornelius Macro, kteří jsou oba římskými vojáky. Macro, veterán s téměř 15 let služby (na začátku prvního románu) v římské armádě, byl nedávno jmenován do hodnosti centuriona. Cato, který vyrostl v paláci jako otrok, se na začátku seriálu připojí k II. legii jako optio Macra. První kniha začíná v 42 našeho letopočtu. Knihy pokrývají zkušenosti dvou vojáků, nejprve jako zkušený setník a nový Optio, v bitvách v Germanii a invazi do Británie jako součást Legio II Augusta. V 6. knize Orlí proroctví slouží jako součást císařského námořnictva na východu Itálie. V 7. a 8. knize bojují ve východních provinciích jako zástupci císaře Tiberia Claudia a jeho tajemníka Narcisse. V 9. knize ztroskotají na ostrově Kréta, kde se musí postavit místnímu povstání otroků vedené bojovníkem, který má s Macrem a Catonem nevyřízené účty z minulosti.
V roce 2007 vydavatelství oznámila, že hodlá přestat používat slovo "orel" v názvu knihy této řady, počínaje Centurion. Tato změna byla zřejmě proto, že vydavatel chtěl přilákat více nových čtenářů do série.
| #  | Vydáno | Originální název         | Vydáno česky | Český název                  | ISBN                                     |
| -- | ------ | ------------------------ | ------------ | ---------------------------- | ---------------------------------------- |
| 1  | 2000   | Under the Eagle          | 2010, 2012   | Pod znakem orla              | ISBN 978-0747272830, ISBN 978-8073817046 |
| 2  | 2001   | The Eagle's Conquest     | 2010         | Vítězství orla               | ISBN 978-0747272830                      |
| 3  | 2002   | When the Eagle Hunts     | 2011         | Orel na lovu                 | ISBN 978-0747266310                      |
| 4  | 2003   | The Eagle and the Wolves | 2011         | Orel mezi vlky / Orel a vlci | ISBN 978-8074610042                      |
| 5  | 2004   | The Eagle's Prey         | 2012, 2015   | Orlova kořist                | ISBN 978-8074611070, ISBN 978-8075075284 |
| 6  | 2005   | The Eagle's Prophecy     | 2012         | Orlovo proroctví             | ISBN 978-8074612497                      |
| 7  | 2006   | The Eagle in the Sand    | 2013         | Orel v písku                 | ISBN 978-8074613067                      |
| 8  | 2007   | Centurion                | 2013, 2015   | Centurion                    | ISBN 978-8074614194, ISBN 978-8075075291 |
| 9  | 2009   | The Gladiator            | 2014         | Gladiátor                    | ISBN 978-8074614620                      |
| 10 | 2010   | The Legion               | 2014         | Legie                        | ISBN 978-0755353743                      |
| 11 | 2011   | Praetorian               | 2015         | Pretorián                    | ISBN 978-0755353774                      |
| 12 | 2013   | The Blood Crows          | 2015         | Krvaví havrani               | ISBN 978-8075070876                      |
| 13 | 2014   | Brothers in Blood        | 2016         | Bratři ve zbrani             | ISBN 978-8075075505                      |
| 14 | 2015   | Britannia                | 2017         | Británie                     | ISBN 978-8075076717                      |
| 15 | 2016   | Invictus                 | 2017         | Invictus                     | ISBN 978-8075077097                      |
| 16 | 2018   | Day of the Caesars       | 2018         | Den císařů                   | ISBN 978-8075950741                      |
| 17 | 2019   | The Blood of Rome        | 2019         | Římská krev                  | ISBN 978-8075952837                      |
| 18 | 2019   | Traitors of Rome         | 2021         | Zrádcové Říma                | ISBN 978-80-7595-411-4                   |
| 19 | 2020   | The Emperor's Exile      | 2021         | Vyhnanství                   | ISBN 978-80-7595-493-0                   |
| 20 | 2021   | The Honour of Rome       | 2022         | Římská čest                  | ISBN 978-80-7595-583-8                   |
| 21 | 2022   | Death to the Emperor     |              |                              |                                          |

### Revoluce
Série se soustředí na životy Napoleona Bonaparta a Arthura Wellesleyho, pozdějšího prvního vévody z Wellingtonu. První kniha začíná v roce 1769 a sleduje tyto dvě osobnosti od mládí až po jejich vojenskou kariéru.
1. Young Bloods (2006)
2. The Generals (2007)
3. Fire and Sword (2009)
4. The Fields of Death (2010)

### Gladiátor
Tato řada je zaměřena na mladé publikum na rozdíl od své série Orla.
1. Gladiator: Fight for Freedom 6th October 2011 (ISBN 978-0141328584)
2. Gladiator: Street Fighter 2nd February 2012 (ISBN 978-0141333649)
3. Gladiator: Son of Spartacus 7th February 2013

### Římská aréna
Arena (2013)
1. Barbarian (2012)
2. Challenger (2012)
3. First Sword (2013)
4. Revenge (2013)
5. Champion (2013)

Původně vyšlo jako pětidílná novela ve formě e-booku.

### Invader
Invader
1. Death Beach (2014)
2. Blood Enemy (2014)
3. Dark Blade (2014)
4. Imperial Agent (2015)
5. Sacrifice (2015)

Původně vyšlo jako pětidílná novela ve formě e-booku.

### Samostatné knihy
Níže jsou knihy, které jsou buď samostatné romány, nebo musí být ještě potvrzeny jako série.
1. The Sword and the Scimitar (2012) - z období obležení Malty Turky
2. Srdce z kamene (Hearts of Stone) (2015) - pokrývá období druhé světová války na řeckém ostrově Lefkada

## Audioknihy
1. Pod znakem orla (září 2016), načetl Marek Holý, Audiotéka
2. Vítězství orla, načetl Marek Holý, Audiotéka
3. Orel na lovu, načetl Marek Holý, Audiotéka
4. Orel mezi vlky, načetl Marek Holý, Audiotéka
5. Orlova kořist, načetl Marek Holý, Audiotéka
6. Orlovo proroctví, načetl Marek Holý, Audiotéka
7. Orel v písku, načetl Marek Holý, Audiotéka
8. Centurion, načetl Marek Holý, Audiotéka
9. Gladiátor, načetl Marek Holý, Audiotéka
10. Legie, načetl Marek Holý, Audiotéka
11. Pretorian, načetl Marek Holý,Audioteka
12. Krvaví havrani, načetl Marek Holý, Audiotéka
13. Bratři ve zbrani, načetl Marek Holý, Audiotéka

## Spisovatel v rezidenci
V listopadu 2006 byl Simon Scarrow přijat na pozici spisovatele v rezidenci na Simon Langton gymnázium pro chlapce, pozice, kterou byl "poctěn přijmout". Simon navštívuje školu pravidelně, aby udržel tvůrčí psaní u studentů, stejně jako posuzování udílení ceny Scarrow cenu pro beletrii.

## Rodina
Alex Scarrow, bratr Simona Scarrowa, je také autorem řady románů.